# Anthracia ephialtes
Anthracia ephialtes là một loài bướm đêm trong họ Noctuidae.